# Xenacanthus
Genre
Synonymes
- Pleuracanthus Agassiz, 1837

Xenacanthus est un  genre éteint de requins de la famille des Xenacanthidae.
Ses représentants ont vécu de la fin du Dévonien jusqu'à la fin du Trias.

## Description

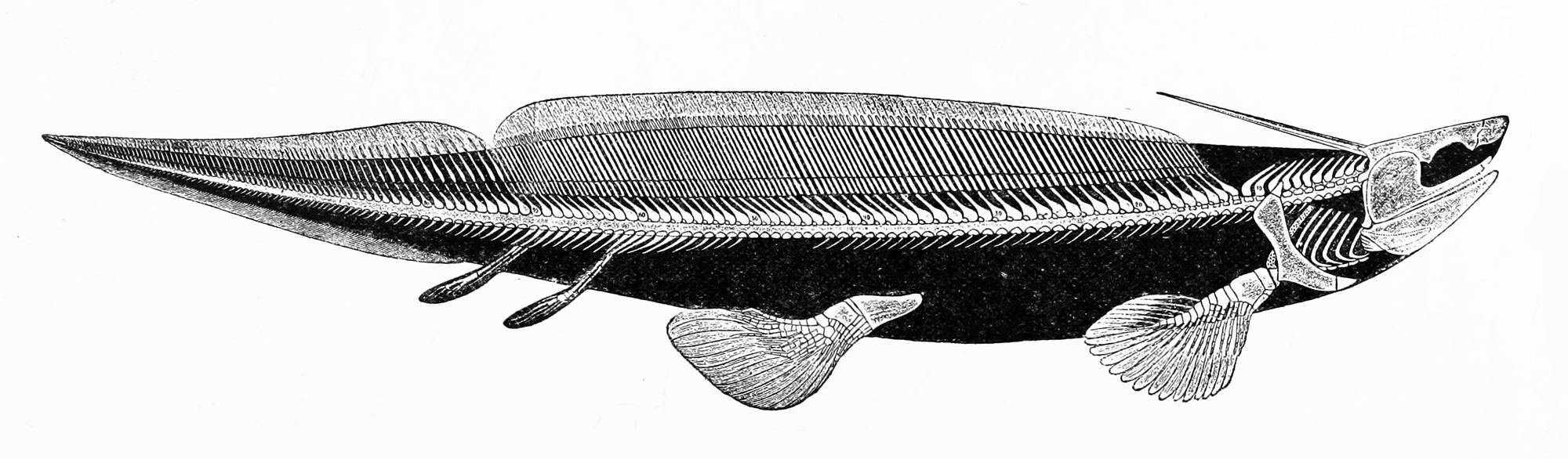
Schéma scientifique non-paléoartistique (aucun élément n'est imaginé) des os de X. decheni.

Xenacanthus est différent des requins actuels : ce requin d'eau douce avait une longueur moyenne de l'ordre d'un mètre. Sa nageoire dorsale s'étend sur toute la longueur du dos jusqu'à toucher la nageoire caudale, elle-même en continuité, sur la face ventrale, de la nageoire anale. Cette morphologie fait penser à celle des congres actuels et amène à penser que Xenacanthus devait probablement nager de la même manière.
La tête de l'animal portait une épine distinctive pointée vers l'arrière qui lui a donné une partie de son nom basé sur le grec ancien « Ákantha », « épine ».
Le rôle de cette épine n'est pas bien connu, peut-être était-elle venimeuse comme le dard des raies actuelles. Ses dents sont en forme de « V » et il était couvert de micro-denticules.  Xeancanthus devait se nourrir de petits crustacés et de poissons.

## Liste d'espèces
De nombreuses espèces ont été crées, mais la plupart ne se basent que sur des dents ou des épines fossiles, et donc leur validité reste à confirmer :
- Xenacanthus decheni
- Xenacanthus elegans
- Xenacanthus gaudryi
- Xenacanthus humbergensis
- Xenacanthus laevissimus
- Xenacanthus meisenheimensis
- Xenacanthus oelbergensis
- Xenacanthus parallelus
- Xenacanthus remigiusbergensis
- Xenacanthus slaughteri
- Xenacanthus tenuis
- Xenacanthus tocantinsensis